# Superman (videogioco 1988)
Superman (スーパーマン?, Sūpāman) è un videogioco arcade basato sui fumetti dell'Omonimo personaggio della DC Comics, sviluppato e pubblicato dalla Taito nel 1989. Il gioco è un picchiaduro e al tempo stesso uno sparatutto.

## Modalità di gioco
Viene controllato Superman attraverso cinque livelli con la missione di liberare la Terra dall'Imperatore Zaas, un malvagio esclusivo a questo titolo che ricorda Brainiac. Il primo giocatore impersona il tradizionale Superman, con abito blu e mantello rosso; il secondo invece un Superman rosso con un mantello bianco, simile al design di Capitan Marvel. Entrambi i personaggi hanno le stesse abilità.
L'azione inizia a Metropolis per poi spostarsi a San Francisco, Las Vegas, Washington D.C. e, infine, nello spazio all'interno di un'astronave. Il personaggio giocante ha la capacità di volare, dare pugni, calci e uno speciale attacco con proiettili chiamato "Sonic Blast", che si ottiene tenendo premuto e rilasciando il pulsante del pugno. Può anche lanciare o rompere oggetti attraverso i livelli; alcuni di essi forniscono cristalli che possono ripristinare l'energia di Superman o essere utilizzati per lanciare un attacco con proiettili senza bisogno di caricarlo o per sconfiggere tutti i nemici sullo schermo.
I primi quattro livelli sono composti da tre parti: una prima in cui si avanza orizzontalmente, una seconda in cui bisogna muoversi verticalmente e, infine, una terza orizzontale in cui è usabile la visione termica per "sparare" e dove si possono schivare o distruggere gli ostacoli; ogni parte ha un boss alla fine. L'ultimo livello si svolge nell'astronave di Zaas, aggiunge all'inizio una sezione di visione termica e termina con una battaglia contro il boss finale.

## Colonna sonora
Nel corso della partita sono ascoltabili arrangiamenti ad 8-bit del tema originale di Superman (composto da John Williams) e del leitmotiv Can You Read My Mind.

## Accoglienza
In Giappone, la rivista Game Machine elencò Superman nel numero del 15 marzo 1989 come la quinta unità arcade di maggior successo del mese. Superman è stato accolto da recensioni contrastanti sin dalla sua uscita. Computer and Video Games ha dato al gioco una valutazione positiva. Ciarán Brennan di Your Sinclair ha dato al titolo un giudizio complessivamente negativo. ACE ha dato al gioco un giudizio misto. Anche Robin Hogg di The Games Machine ha dato al gioco un giudizio complessivamente misto. Brad Cook di AllGame ha dato al gioco un giudizio di due stelle su cinque.